# Косцянкі (Слупецький повіт)
Косцянкі (пол. Kościanki) — село в Польщі, у гміні Стшалково Слупецького повіту Великопольського воєводства.
Населення — 114 осіб (2011).
У 1975-1998 роках село належало до Конінського воєводства.

## Демографія
Демографічна структура станом на 31 березня 2011 року:
|          | Загалом | Допрацездатний вік | Працездатний вік | Постпрацездатний вік |
| -------- | ------- | ------------------ | ---------------- | -------------------- |
| Чоловіки | 57      | 9                  | 41               | 7                    |
| Жінки    | 57      | 13                 | 31               | 13                   |
| Разом    | 114     | 22                 | 72               | 20                   |